# 알레산드루 로페스 페헤이라
알레산드루 로페스 페헤이라(포르투갈어: Alessandro Lopes Pereira, 1984년 2월 13일 ~ )는 브라질의 축구 선수로, 포지션은 센터백이다. 2017년 현재 브라질의 구단 FC 카스카베우에서 활약하고 있다. K리그 대전 시티즌과 충주 험멜에서 활약한 바 있으며, 등록명은 알렉산드로였다.

## 선수 경력
2012년 3월 26일 K리그 대전 시티즌으로 이적하였다. 알레산드루는 대전에서 21경기에 출전하였다.
2013년 8월 1일 대한민국 K리그 챌린지 충주 험멜로 이적하였다. 충주 험멜에서는 11경기에 출전하였다.